# روآلد آس
روآلد آس (انگلیسی: Roald Aas؛ ۲۵ مارس ۱۹۲۸ – ۱۸ فوریهٔ ۲۰۱۲) اسکیت‌باز سرعت، و دوچرخه‌سوار اهل نروژ بود.